# Associatie van Slavische Macedoniërs in Roemenië
De Associatie van Slavische Macedoniërs in Roemenië, Roemeens: Asociaţia Macedonilor Slavi din România, of AMSR is een Roemeense politieke partij van een etnisch-culturele minderheid. Dankzij het Roemeense recht is de partij verzekerd van ten minste één zetel in de Kamer van Afgevaardigden. Lijsttrekker van de partij is Constantina Dumitrescu.
Alliantie van Liberalen en Democraten · Alliantie voor de Unie van Roemenen · Democratisch-Liberale Partij · Democratische Unie van Hongaren in Roemenië · Groot-Roemeniëpartij · Humanistischekrachtpartij · Nationale Democratische Partij · Nationaal-Liberale Partij · Nationale Christen-Democratische Boerenpartij · Nationale Unie voor de vooruitgang van Roemenië · Nieuwegeneratiepartij · Nieuwe Republiek · Noua Dreaptă · M10 · Partij Verenigd Roemenië · Red Roemenië-Unie · Roemeense Sociale Partij · Sociaaldemocratische Partij · Partijen van etnische minderheden · Volksbewegingspartij